# グラップル (建設機械のアタッチメント)
グラップルは、油圧ショベルなどの建設機械に取り付けて使用するアタッチメントの一つ。物を掴むための装置でスクラップ処理、木材処理や解体工事など広い用途に使用される。相対する湾曲した2〜3のつめを閉じることによって，スクラップ，木材などをつかむアタッチメント。　グラップルという名称は、「つかむ」という意味の英語「grapple」から。

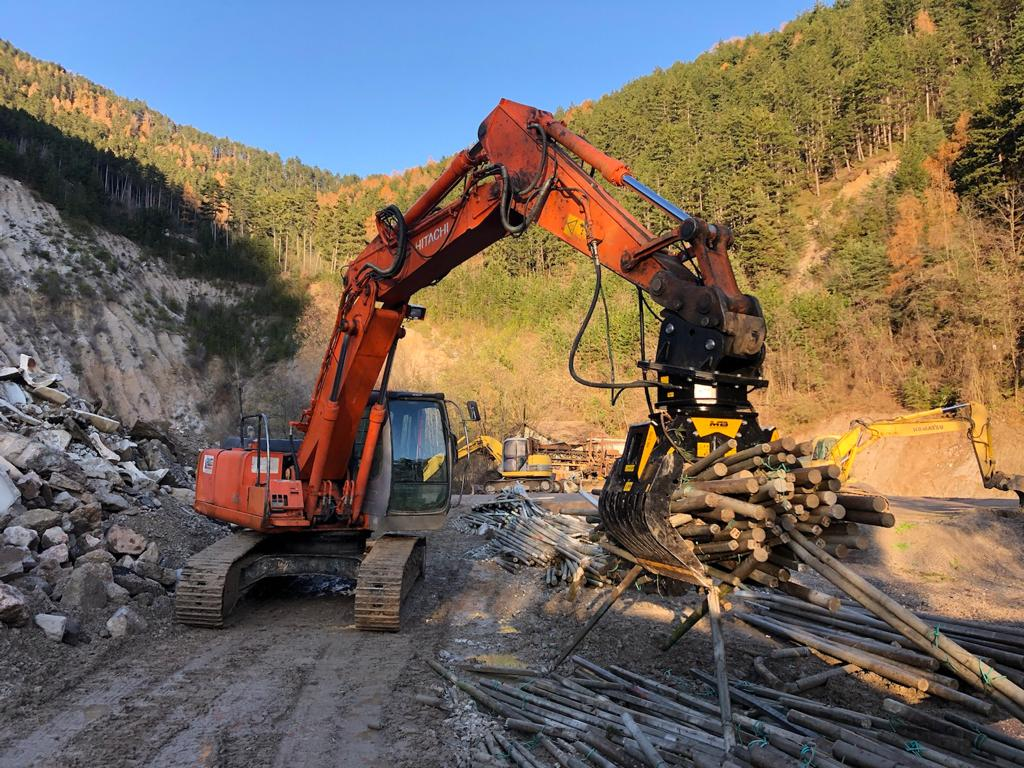
回転式グラップル

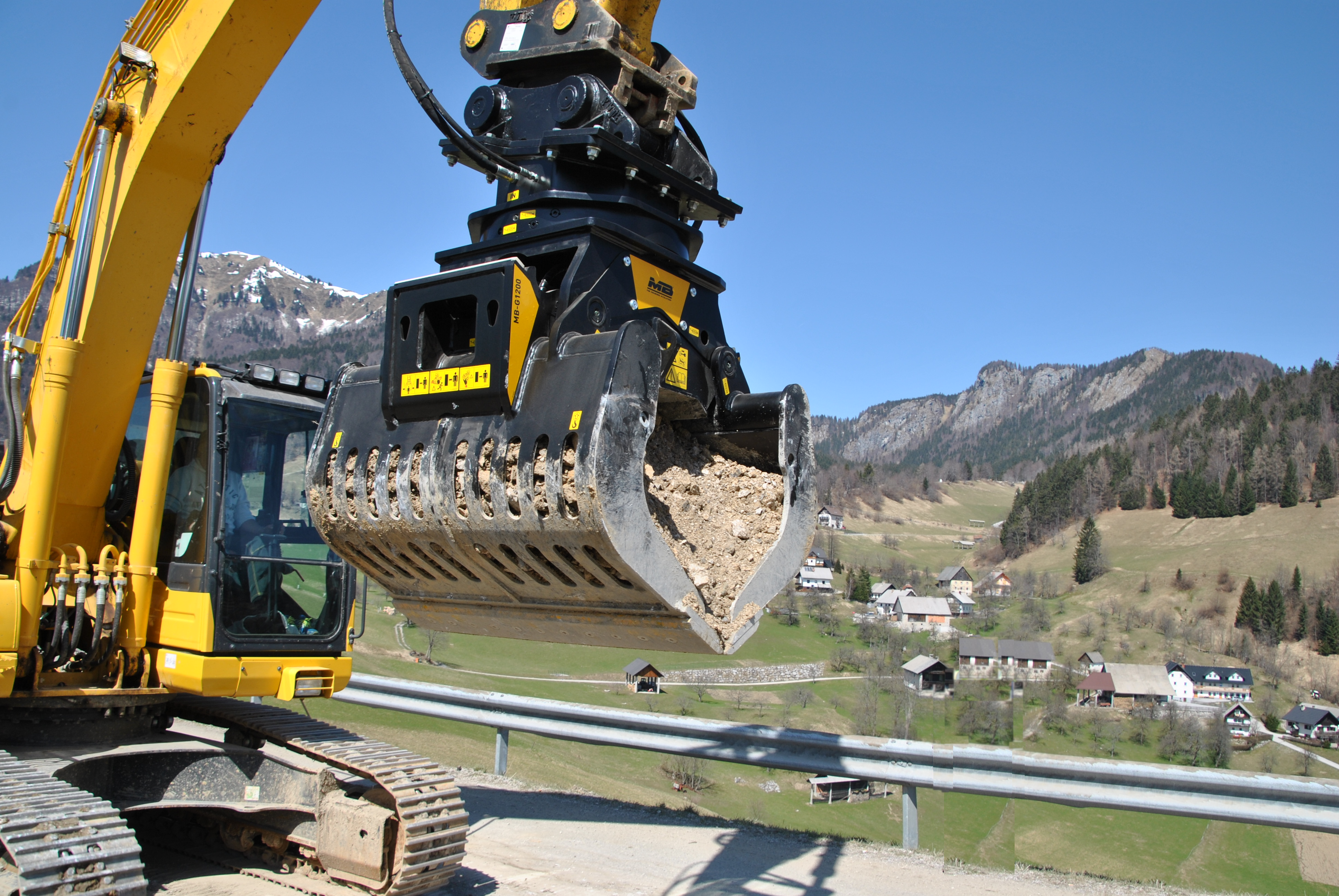
土砂を運ぶグラップル

## 呼称
- つかみ具
- つかみ機
- つかみバケット
- フォークグラブ
- フォークグラップル

## 形状
- フォーク形

解体フォークとも呼ばれるように、フォークのような形状の爪が開閉するようになっている。爪の部分は指が2、3本になっている形状のものもあれば、スクリーン状になっているものもある。
- 複数爪形

複数ある爪が開閉するようになっている。

## 特徴

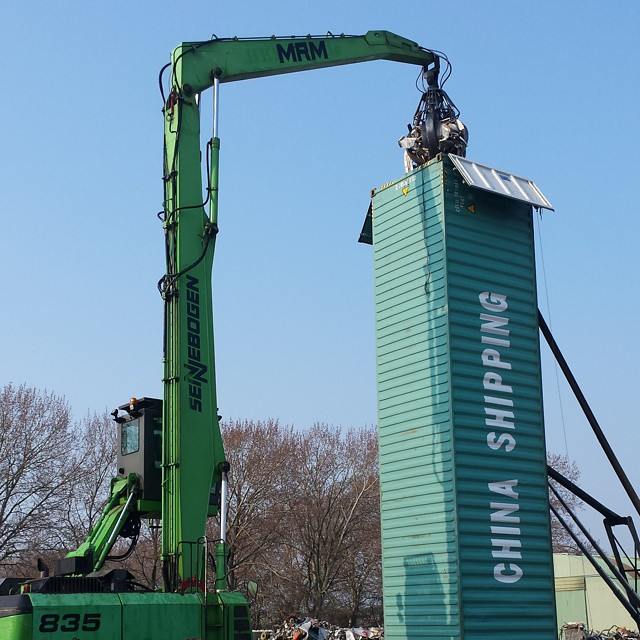
油圧式グラップルの作業風景。輸送車両の規格が大きい海外では、輸出用コンテナを垂直に立てた状態で、スクラップをグラップル付きの重機で投入して積み込む。

爪が開閉し、物を掴む。旋回式のタイプは方向や角度を調整しやすいため、物を正確に掴みやすい。油圧式と機械式があり、他の建設機械アタッチメント同様、それぞれメリットとデメリットがあり、コストも異なる。
一般的に油圧式グラップルのメリットは、パワーがあり使い勝手がよくスピーディーに作業が行えることである。その反面、油圧ホースの接続が必須となる。
一方、機械式グラップルは油圧ホースの接続が不要、構造が油圧式のものに比べてシンプルなので、メンテナンスや取り付けも比較的簡単である。その反面、パワフルでスピーディーな作業という面では油圧式のものには及ばない。深箱ダンプの荷台に座席付きで搭載されることもあるが、この場合グラップルクレーン、グラップル付きダンプなどとは言わず、製造会社の社名をそのまま用いてヒアブと称される。

## 用途
- 資材の積み込み
- 資材の移動
- 資材の選別
- 林業では、伐出作業での木材の集積や積み込み、あるいは土場の整理や整頓など
- 解体工事や建設工事の現場では、資材や石、コンクリート塊などの移動や選別